# Distrito de Eeklo
El Distrito de Eeklo (en neerlandés: Arrondissement Eeklo; en francés: Arrondissement d'Eeklo) es uno de los seis distritos administrativos de la Provincia de Flandes Oriental, Bélgica. Pertenece al distrito judicial de Gante. 

## Lista de municipios
- Assenede
- Eeklo
- Kaprijke
- Maldegem
- Sint-Laureins
- Zelzate

- Datos: Q90942